# غريب المظهر
غريب المظهر أو عَظْمِيَّة (من اليونانية القديمة allotrios ("غريب") و opsis ("المظهر")) هو جنس من نباتات العالم القديممن فصيلة النجيلية.
تنتشر على نطاق واسع في الأجزاء الاستوائية وشبه الاستوائية من إفريقيا وآسيا وأستراليا، وكذلك في بعض الجزر في المحيطين الهندي والهادئ. يعتبر الجنس استثنائي بين النباتات من حيث أنه يشمل الأنواع ذات مسارات التمثيل الضوئي C3 و C4، والبحث ودراسة هذه النباتات مستمر في كيفية تطور آليات تركيز الكربون لعملية التمثيل الضوئي في النباتات الجنينية.